# Fiat 132
Fiat 132 är en personbil, tillverkad av den italienska biltillverkaren Fiat mellan 1972 och 1981.
Fiat 132 ersatte Fiat 125 och ärvde dess motor med dubbla överliggande kamaxlar. I övrigt påminner tekniken om den mindre Fiat 131. Från 1978 ersatte 132:an Fiat 130 som företagets flaggskepp och i samband med detta tillkom tvålitersmotorn och medellen kallades också 2000. 1983 ersattes 132:an av Fiat Argenta, som i grund och botten är en uppdaterad 132:a.
Bilen tillverkades i Spanien som SEAT 132.
Varianter:
| Modell    | Motor               | Cylindervolym | Effekt | Bränslesystem              |
| --------- | ------------------- | ------------- | ------ | -------------------------- |
| 1600      | 4-cyl radmotor dohc | 1585 cm³      | 98 hk  | Förgasare                  |
| 1800      | 4-cyl radmotor dohc | 1755 cm³      | 105 hk | Förgasare                  |
| 2000      | 4-cyl radmotor dohc | 1995 cm³      | 112 hk | Förgasare                  |
| 2000 I.E. | 4-cyl radmotor dohc | 1995 cm³      | 122 hk | Insprutning (ej i Sverige) |
| 2000D     | 4-cyl radmotor ohc  | 1995 cm³      | 60 hk  | Dieselmotor (ej i Sverige) |
| 2500D     | 4-cyl radmotor ohc  | 2445 cm³      | 72 hk  | Dieselmotor (ej i Sverige) |